# قنيور

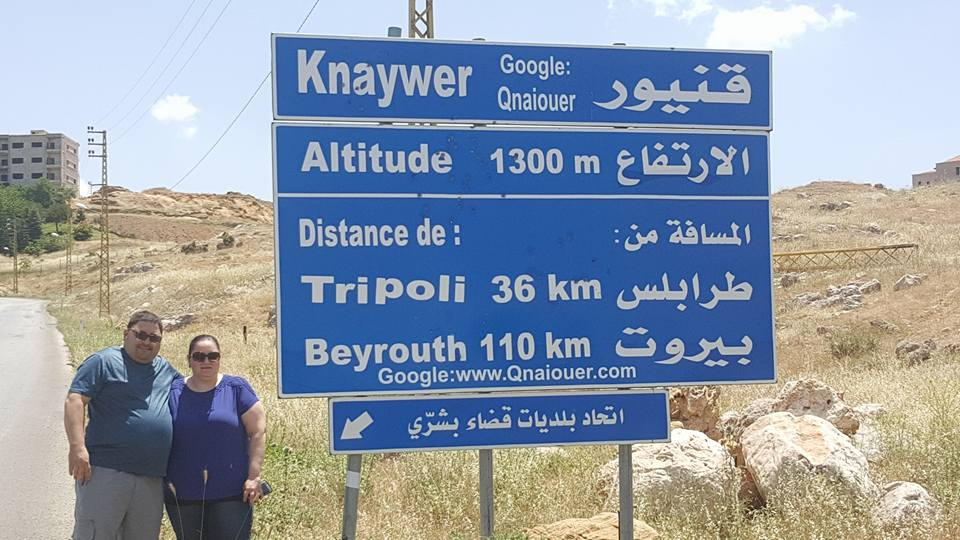
أحد اللافتات المؤدية لقرية قنيور

قنيور هي قرية لبنانية من قرى قضاء بشري في محافظة الشمال.